# Stare Garkowo
Stare Garkowo – wieś sołecka w Polsce, położona w województwie mazowieckim, w powiecie mławskim, w gminie Szreńsk.
W latach 1975–1998 miejscowość administracyjnie należała do województwa ciechanowskiego.